# 莫迪尼亚尼-米勒定理
莫迪尼亞尼-米勒定理（英語：Modigliani–Miller theorem，简称MM定理），經濟學理論，由经济学家弗蘭科·莫迪利安尼和默顿·米勒提出，它是现代资本结构理论的基础。该定理认为，在不考虑税，破产成本，資訊不对称并且假设在效率市场里面，企业价值不会因为企业融资方式改变而改变。也即是说，不论公司选择发行股票或者發行债券，或是采用不同的股利政策，都不会影响企业价值。因此莫迪尼亚尼-米勒定理也被称为资本结构无关定理。
莫迪尼亚尼因此获得1985年诺贝尔经济学奖，米勒与哈里·马科维茨和威廉·夏普一同获得1990年诺贝尔经济学奖。

## 无税的MM命题（MM定理）总结
假设：
1. 无税，无破產成本，資訊对称，投资政策不改变，在效率市场环境中
2. 无交易成本
3. 个人和公司的借贷利率相同

结论：
命题Ⅰ：{\displaystyle V_{Levered}=V_{Unlevered}} （杠杆企业的价值与无杠杆企业的价值相等）
命题Ⅱ：{\displaystyle k_{e}=k_{0}+{\frac {D}{E}}\left({k_{0}-k_{d}}\right)}
- {\displaystyle k_{e}} 是权益成本（股权的期望收益率）
- {\displaystyle k_{0}} 是完全权益公司的資金成本（在无税条件下，无杠杆公司的{\displaystyle R_{0}=R_{WACC}},{\displaystyle R_{WACC}}是公司的加权平均資金成本）
- {\displaystyle k_{d}} 是负债成本（利率）
- {\displaystyle {D}/{E}} 是负债权益比

推论：
命题Ⅰ：當公司增加債務時,剩餘權益的風險變大,權益資本的成本也隨之增大,與低成本的債務帶來的利益相抵消,因此,公司的價值不受資本結構影響。
命题Ⅱ：权益成本随财务杠杆而增加，这是因为权益的风险随财务杠杆而增大。

## 有税的MM命题（MM定理）总结
命题I：
{\displaystyle V_{L}=V_{U}+T_{C}D\,}
- {\displaystyle V_{L}} 指带杠杆的公司价值
- {\displaystyle V_{U}} 指不带杠杆的公司价值
- {\displaystyle T_{C}D} 指税率（{\displaystyle T_{C}}）乘上债务价值（{\displaystyle D}）
- {\displaystyle T_{C}D} 假设为永续债务

鉴于公司可以降低利息的发放，这意味着带杠杆会给公司带来好处。因此杠杆降低了税务支出，但是股利支出无法降低税务支出。
命题II：
{\displaystyle r_{E}=r_{0}+{\frac {D}{E}}(r_{0}-r_{D})(1-T_{C})}
- {\displaystyle r_{E}} 指股权的必要報酬率，或者带杠杆的股权成本（= 无杠杆的股权成本 + 融资溢价）
- {\displaystyle r_{0}} 指无杠杆的股权的必要報酬率（即无杠杆的股权成本，或者在D/E = 0情况下的资产報酬率）
- {\displaystyle r_{D}} 指借贷的必要報酬率，或者债务成本。
- {\displaystyle {D}/{E}} 指负债权益比。
- {\displaystyle T_{c}} 指税率